# Chorzelów (przystanek kolejowy)
Chorzelów – stacja kolejowa w Chorzelowie, w województwie podkarpackim, w Polsce. Na stacji urządzono ładownię i przystanek osobowy.

## Ruch pasażerski
| Rok  | Wymiana pasażerska na dobę |
| ---- | -------------------------- |
| 2017 | –                          |
| 2022 | 0-9                        |

## Historia
21 grudnia 1892 roku Gmina Chorzelów przekazała hipotecznie grunty pod przystanek kolejowy . W Chorzelowie został wybudowany wtedy drewniany budynek stacyjny oraz powstała także bocznica towarowa na rzecz obsługi przemysłu hodowlanego, drzewnego i młynarskiego . W roku 1997 przeprowadzono remont linii kolejowej na odcinku Mielec - Malinie, przy którym znajduje się stacja. W latach 2009–2022 przez przystanek przejeżdżały pociągi towarowe, gdyż ruch pasażerski został zawieszony w 2009 roku. W kwietniu 2019 roku zarząd województwa podkarpackiego podjął decyzję o przeznaczeniu dodatkowych ponad 13 mln zł m.in. na ujęcie bocznicy na stacji Chorzelów w ramach opracowywanej dokumentacji projektowej linii kolejowej na odcinku Mielec – Padew Narodowa. 4 czerwca 2021 roku spółka PKP Polskie Linie Kolejowe S.A. ogłosiła przetarg na wykonanie robót budowlanych na linii kolejowej na odcinku Mielec – Padew, przy której znajduje się stacja. 8 listopada 2021 roku spółka PKP Polskie Linie Kolejowe SA ogłosiła, że ogłoszony 4 czerwca tego samego roku przetarg na wykonanie robót budowlanych na linii kolejowej na odcinku Mielec – Padew wygrała firma Swietelsky Rail Polska Sp. z o.o., z którą 29 grudnia 2021 roku spółka PKP Polskie Linie Kolejowe SA podpisała umowę. Rozpoczęcie robót budowlanych na tym odcinku nastąpiło w marcu 2022 roku. W ramach prac remontowych został przebudowany peron przystanku kolejowego. Zakończenie prac budowlanych i uruchomienie na tym odcinku ruchu pociągów towarowych nastąpiło w dniu 28 września 2022 roku, a ruchu pociągów pasażerskich w dniu 6 listopada 2022 roku. 15 grudnia 2024 przywrócono kursy pociągów pasażerskich przejeżdżających przez przystanek kolejowy na odcinku Tarnobrzeg–Mielec–Dębica.